# 13484 Jinnylin
13484 Jinnylin è un asteroide della fascia principale. Scoperto nel 1981, presenta un'orbita caratterizzata da un semiasse maggiore pari a 2,208799 UA e da un'eccentricità di 0,118714, inclinata di 6,576605° rispetto all'eclittica. Ha un diametro di 2,395 km.